# Chris Offutt
Christopher John "Chris" Offutt (nacido el 24 de agosto de 1958) es un escritor estadounidense. Es conocido por sus cuentos y novelas, pero también ha publicado tres memorias y múltiples artículos de no-ficción. En 2005, una de sus historias fue incluida en una colección de cómics editada por Michael Chabon y otra en la antología Noir. Ha escrito episodios para las series de televisión Treme, True Blood y Weeds.

## Primeros años y educación
Chris Offutt nació en Lexington, Kentucky, hijo del escritor Andrew J. Offutt y su esposa Jodie. Su hermano Jeff Offutt es profesor de ingeniería de software. Tiene dos hermanas, Scotty Hyde, que vive en Bowling Green, Kentucky, y Melissa Offutt, en San Diego, California. Crecieron en Haldeman, una pequeña antigua comunidad minera ubicada en el condado de Rowan, en las estribaciones de las montañas Apalaches al este de Kentucky. Todos asistieron a escuelas públicas. Offutt dejó la escuela secundaria con la intención de unirse al ejército, pero fracasó en el examen físico. Offutt posteriormente asistió a la Universidad Estatal de Morehead y se graduó con un título en teatro y una licenciatura en inglés. Después de la universidad, hizo autostop por todo el país, realizando más de 50 trabajos, todos a tiempo parcial, y comenzó a escribir.
Más tarde asistió al Taller de Escritores de Iowa donde tuvo como profesores, entre otros, al escritor James Salter.

## Carrera literaria
En 1992 Offutt publicó su primera colección de cuentos, Kentucky Seco. Su segundo libro fue el libro de memorias de 1993 The Same River Twice. En 1997 publicó su primera novela, The Good Brother.
En 1999 publicó su segunda colección de historias, Out of the Woods. Su siguiente libro fue un libro de memorias, No Heroes: A Memoir of Coming Home (2002), sobre su regreso de seis meses al condado de Rowan, donde había vivido de niño.
La historia de Offutt "Chuck's Buckett" fue incluida en el recopilatorio Mammoth Treasury of Thrilling Tales (2002), de McSweeney, editada por Michael Chabon. En 2005 Offutt hizo su debut en el cómic cuando escribió "Another Man's Escape" para Michael Chabon Presents: The Amazing Adventures of the Escapist. Un segundo cómic está incluido en la antología Noir, de Dark Horse Comics.
Offutt ha sido miembro visitante de la facultad en el Taller de Escritores de Iowa, la Universidad de Montana, la Universidad de Nuevo México, el Grinnell College, la Universidad Estatal de Morehead y la Universidad Mercer. Trabaja en la Universidad de Misisipi como profesor visitante.
Además de ficción Offutt escribe artículos de no ficción, los cuales han sido publicados en The New York Times, Men's Journal, y el Oxford American y, algunos de ellos, emitidos en la National Public Radio. Su trabajo es ampliamente traducido, y se enseña en escuelas secundarias y colegios. Sus historias están incluidas en muchas antologías, incluyendo Mejores Historias Cortas Americanas, y Nuevas Historias del Sur (cuatro obras). Se han presentado dos veces en "Selected Shorts" en NPR. También ha escrito guiones para series de televisión.

## Galardones
Su obra ha recibido premios de la Fundación Lannan, la Fundación Guggenheim, la Academia Americana de Artes y Letras y la Fundación Nacional para las Artes. Recibió un Premio Whiting en Ficción y No Ficción. En 1996 Offutt fue nombrado uno de los veinte mejores jóvenes escritores de ficción estadounidenses por la revista Granta.

## Obra en inglés

### Libros
- Kentucky Straight (1992)
- The Same River Twice (1993)
- The Good Brother (1997)
- Out of the Woods (1999)
  - "Moscow, Idaho," Publicado originalmente en Granta 54: Best of Young American Novelists
- No Heroes: A Memoir of Coming Home (2002)
- My Father, the Pornographer (2016)[16]
- Country Dark (2018)
- The Killing Hills (2021)
- Shifty´s Boys (2022)

### Relatos y artículos
- "Chicken Eggs", Oxford American, primavera de 2014
- "My Dad, the Pornographer", New York Times Magazine, 5 de febrero de 2015
- "Trash Food", Oxford American, primavera de 2015

### Televisión
- True Blood
  - "Burning House of Love" (1x07)
  - "I Don't Wanna Know" (1x10)
- Weeds
  - "A Distinctive Horn" (5x08)
- Treme
  - “Careless Love” (3x06)

## Obra traducida al español

### Libros
- Kentucky Seco (2019)[17] Editorial Sajalín. ISBN 978-84-948501-2-7
- Mi padre el pornógrafo (2019)[18][19] Editorial Malas Tierras. ISBN 978-84-120030-1-7
- Noche cerrada (2020)[20] Editorial Sajalín. ISBN 978-84-948501-7-2
- Lejos del bosque (2021)[21] Editorial Sajalín ISBN 978-84-122205-4-4
- Los cerros de la muerte (2021)[22] Editorial Sajalín ISBN 978-84-124152-0-9
- Dos veces en el mismo río (2022)[23] Editorial Malas Tierras ISBN 978-84-125377-1-0
- Los hijos de Shifty (2022) Editorial Sajalín ISBN 978-84-124152-7-8
- El buen hermano (2023) Editorial Sajalín ISBN 9788412415254
- La ley de los cerros (2024) Editorial Sajalín ISBN 978-84-126194-3-0